# Ljubačevo
Ljubačevo (cyr. Љубачево) – wieś w Bośni i Hercegowinie, w Republice Serbskiej, w mieście Banja Luka. W 2013 roku liczyła 453 mieszkańców.